# Учитель Дон Жуана
«Учитель Дон Жуана» («Crossed Swords») — американсько-італійський пригодницький кінофільм 1954 року, знятий режисером Мілтоном Крімсом, з Ерролом Флінном і Джиною Лоллобриджидою у головних ролях.

## Сюжет
Еррол Флінн у ролі Ренцо, такого собі Дон Жуана-шукача пригод, який бере участь у різних інтригах італійського двору. Його головний ворог — хитрий радник Сивонського герцога Павончелло, який збирається його повалити і забрати владу в Сивоні собі… Між частими дуелями, сутичками, суперечками, Ренццо закохується у доньку герцога Франческу, яку грає Джина Лоллобриджида.

## У ролях
- Еррол Флінн — Ренцо
- Джина Лоллобриджида — Франческа
- Чезаре Данова — Раньєро
- Надя Грей — Фульвія
- Рольдано Лупі — Павончелло
- Альберто Рабальяті — Дженнареллі
- Паола Морі — Томазіна
- Сільвіо Баголіні — Буйо
- Ренато К'янтоні — Спіга
- Ріккардо Ріолі — Ленці
- П'єтро Торді — герцог

## Знімальна група
- Режисер — Мілтон Крімс
- Сценарій — Мілтон Крімс
- Продюсери — Вітторіо Вассаротті, Еррол Флінн
- Оператор — Джек Кардіфф
- Художник — Арріго Еквіні
- Композитори — Джино Марінуцці, Алессандро Чіконьїні
- Костюми — Вітторіо Ніно Новарезе